# 上海自然科学研究所

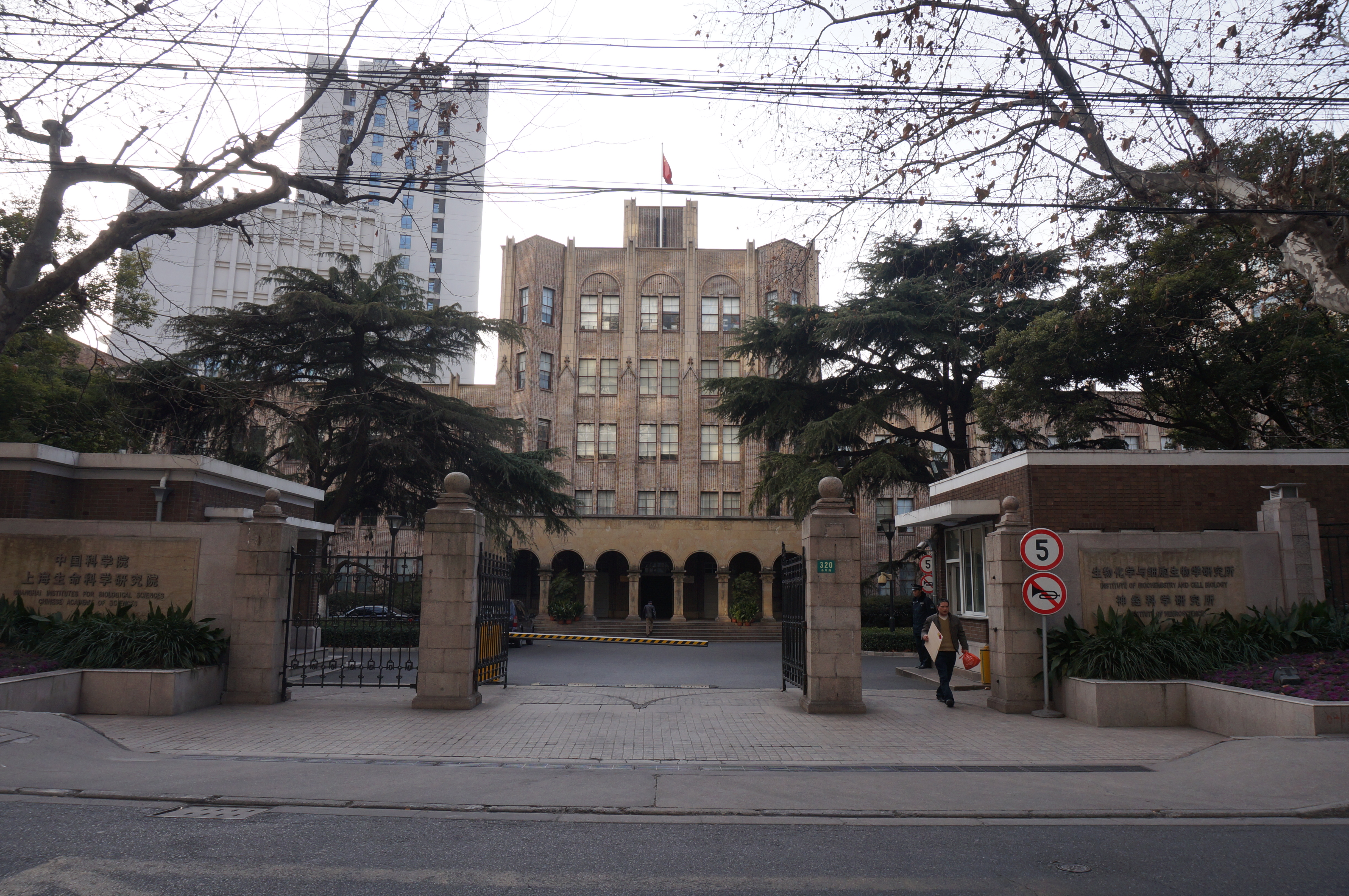

上海自然科学研究所（しゃんはいしぜんかがくけんきゅうじょ）は上海市にある研究機関、徐匯区最初の近代総合研究機関でもある。徐匯区岳陽路320号に位置する。
上海自然科学研究所は日本が出資、1931年に設立した。研究所建築の設計者内田祥三は安田講堂の設計者でもある。ゴシック様式とアール・デコを融合させ、上海市優秀歴史建築である。